# Formica dusmeti
Formica dusmeti es una especie de hormigas endémicas de la península ibérica (España y Portugal).